# Brachygluta foveata
Brachygluta foveata är en skalbaggsart som först beskrevs av Leconte 1851.  Brachygluta foveata ingår i släktet Brachygluta och familjen kortvingar. Inga underarter finns listade i Catalogue of Life.